# 道東
道東（どうとう）とは、北海道の地域区分の1つであり、他に道央・道北・道南が存在する。なお、近年では「ひがし北海道」という言い方をされる場合がある。

## 範囲

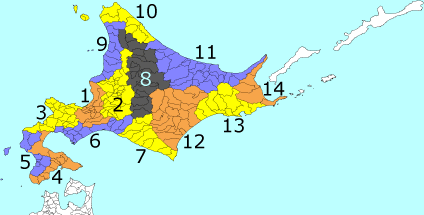
旧支庁の管轄区分。

明確な定義づけはないが、主に道東とされるのは以下の地域である。この範囲は衆議院旧中選挙区の北海道5区と同じである。
- オホーツク総合振興局（図の11番。北見国の紋別郡以南）
- 十勝総合振興局（図の12番。十勝国および釧路国足寄郡）
- 釧路総合振興局（図の13番。足寄郡を除く釧路国）
- 根室振興局（図の14番。根室国）

例えば国土交通省「川の防災情報」は上記の地域を道東と扱っている。
しかしオホーツク管内のうち北部の「西紋」地区は道北に入れられて道東から除外されることがあり、更にオホーツク管内全域が除外されることもある。
例えば釧路地方裁判所の管轄区域は釧路総合振興局・根室振興局・十勝総合振興局とオホーツク総合振興局のうち紋別市、紋別郡滝上町、興部町、西興部村、雄武町を除く。また国土交通省の全国幹線旅客純流動調査では北海道を4つに分けているが、オホーツク管内全域を除く地域を道東としている。同様に日本銀行釧路支店の業務区域もオホーツク管内全域を除く。
JR北海道釧路支社は根室本線新得駅 - 根室駅間などのほか、釧網本線はオホーツク管内の鱒浦駅（網走市）までを管轄し、オホーツク管内のほとんどは旭川支社の管轄である。
観光業界では特異な地域区分も見られ、十勝管内を道東から除く例も見られる。

## 人口・面積
道東は、北方領土を含むと北海道の面積の4割あまりに及び、北方領土を除いても4割近いが、人口は北海道全体の2割である。
| 人口     | 986,495 人（北方領土を除く）                                    |
| 面積     | 31,017.35 km2（北方領土を除く） 36,053.49 km2（北方領土を含む） |
| 人口密度 | 31.80 人/km2（北方領土を除く）                                  |